# Beleg van Middelburg (1572-1574)
Het Beleg van Middelburg vond plaats in golven (periodes) vanaf april 1572 tot 18 februari 1574 de capitulatie volgde en op 23 februari 1574 de Spanjaarden definitief de stad Middelburg verlieten tijdens de Tachtigjarige Oorlog.

## Achtergrond
De inneming van den Briel veroorzaakte een kettingreactie, vooral op Walcheren waar de inneming van Vlissingen na enkele dagen ook een feit was en de Geuzen op het eiland huis hielden met het plunderen van goederen en het in brandsteken van kerken. Vele dorpen vielen in hun handen en ook plaatsen als Arnemuiden en Veere werden Oranjegezind. Middelburg bleef echter Spaans en maakte zich op voor een lang beleg.

## Belegeringen
Eind april 1572 werd er een bestorming op Middelburg ingezet door 1100 Geuzen onder leiding van Jerome Tseraert, maar door te weinig middelen en ondersteuning trokken ze zich na een dag alweer terug. De plunderingen buiten de stad gingen gewoon door en op 21 juni 1572 kwamen er opnieuw een honderdtal Geuzen aan bij de stad, deze deden de volgende ochtend onder leiding van Bernard Nicolaas een bestormingspoging. Er volgde een uitval vanuit de stad, die wisten de Geuzen te verdrijven tot aan West-Souburg, waar het op 23 juni nog tot een kleine schermutseling kwam, Bernard wist te ontkomen. In het vervolg van het beleg werden de waterwegen rond de stad geblokkeerd door de Geuzen, waardoor bevoorrading bijna onmogelijk werd. Op 4 november verschenen circa 1500 Geuzen bij het kasteel Westhove, gelegen bij Oostkapelle aan de noordrand van Walcheren. Het onderkomen van de bisschop Nicolaas de Castro die een veilig heenkomen had gevonden in de abdij binnen de stad, werd onder leiding van Jerome Tseraerts en Bartholt Entens van Mentheda die net terugkwamen van een mislukt beleg op Goes, veroverd, geplunderd en vervolgens in brand gestoken. Antoine van Bourgondië, gouverneur van Walcheren, liet de hertog van Alva herhaaldelijk per brief weten dat de situatie binnen de stad steeds moeilijker aan het worden was. Alva stuurde Cristóbal de Mondragón naar Middelburg om de Geuzen rond de stad te verjagen en de aanvoerlijnen te herstellen; Mondragón nam het bestuur van de stad zelf op zich en Antoine van Bourgondië werd gedegradeerd tot burgemeester. Onder de duizenden geuzen die bij Middelburg begin november aankwamen waren ook 1500 Engelsen betrokken die onder leiding van Thomas Morgen en Humphrey Gilbert stonden.
Begin december arriveerde Sancho d'Avila vanuit Antwerpen, hij legde met zijn vloot aan bij Breskens en wilde Vlissingen op de Geuzen veroveren en de waterwegen in Walcheren beheren op de rebellen. Hij stuurde ook een aantal vendels naar Middelburg om de stad te bevoorraden, onderweg nam deze groep de plaats Arnemuiden opnieuw in en wist de stad te bevoorraden. D'Avila wist een aantal maanden stand te houden maar werd verslagen bij de Slag bij Vlissingen door Lieven Keersmaker, waarbij hij vijf schepen verloor.

### 1573
In 1573 werd door een tiental Geuzen meermaals een bestorming gedaan op het kasteel Popkensburg, net buiten het noordelijk deel van Middelburg. Het enige wat er bereikt werd was het in de as leggen van de stallen. Ondertussen binnen de stadsmuren werden de voedseltekorten sterk voelbaar, vooral abdijhoeder Nicolaas de Castro had het zwaar onder de hongersnood. De bevolking wist haar honger aardig te onderdrukken door het nuttigen van de eigengemaakte lijmkoeken, deze vielen minder in de smaak bij de Spaanse soldaten. Er werden zelfs mensen de stad uitgezet die van weinig nut waren, zoals bedelaars, om voedsel te kunnen uitsparen. In de zomer kwam een groep Geuzen onder leiding van Jacobus Schotte, na het veroveren van Brigdamme naar Middelburg om een bestorming te doen, die weer mislukte. Op 5 augustus werd het nabij gelegen Fort Rammekens door de Geuzen ingenomen. Half augustus bezweek bisschop de Castro bijna aan een toeval vanwege uitdrogingsverschijnselen. Rond de kerst was het voedseltekort zo nijpend dat er tussen de 1000 en 1500 burgers en soldaten stierven voor het einde van het jaar.

### 1574
De situatie was niet levensvatbaar te noemen en de opvolger van legerleider Alva, Don Luis de Requesens gaf het bevel in januari tot het ontzetten en bevoorraden van de stad. Vanuit Bergen op Zoom vertrok Julian Romero met circa 70 schepen en vanuit Antwerpen vertrok Sancho d'Avila met een honderdtal schepen. De operatie werd een fiasco. De Geuzen enterden aan alle kanten de schepen waardoor Middelburg nooit bereikt werd tijdens de Slag bij Reimerswaal. Begin februari had de stad nog voor minimaal twaalf dagen aan levensmiddelen, Mondragon stuurde diverse bodes naar Requesens, maar kreeg nimmer antwoord terug, omdat de bodes met brieven werden onderschept. Op 4 februari kreeg Mondragon een persoonlijke boodschap van Willem van Oranje, dat hij binnen vier dagen de stad moest overgeven. Ondertussen was er een flinke toestroming van Geuzen die de stad omsingelden. Op 6 februari vond er een uitval uit de stad plaats onder leiding van Antoine van Bourgondië, die hij en andere burgers met de dood moesten bekopen.

## Capitulatie
De geharde Mondragon dacht nog steeds niet aan overgave en liet als teken de vlam in de Lange Jan ontsteken, hij liet Oranje weten dat hij de stad als het moest op tientallen plaatsen in brand zou steken en vechtend ten onder zou gaan. Willem van Oranje kwam met een compromis en stelde een onderhandeling voor in het Fort Rammekens, de voorwaarden waren; een vreedzame aftocht en het ongemoeid gelaten van de burgers en geestelijken. Mondragon tekende een overdracht op 18 februari in het Fort met Willem van Oranje. Op 23 februari verliet het Spaanse garnizoen definitief de stad Middelburg zonder enige munitie op zak.

## Nasleep

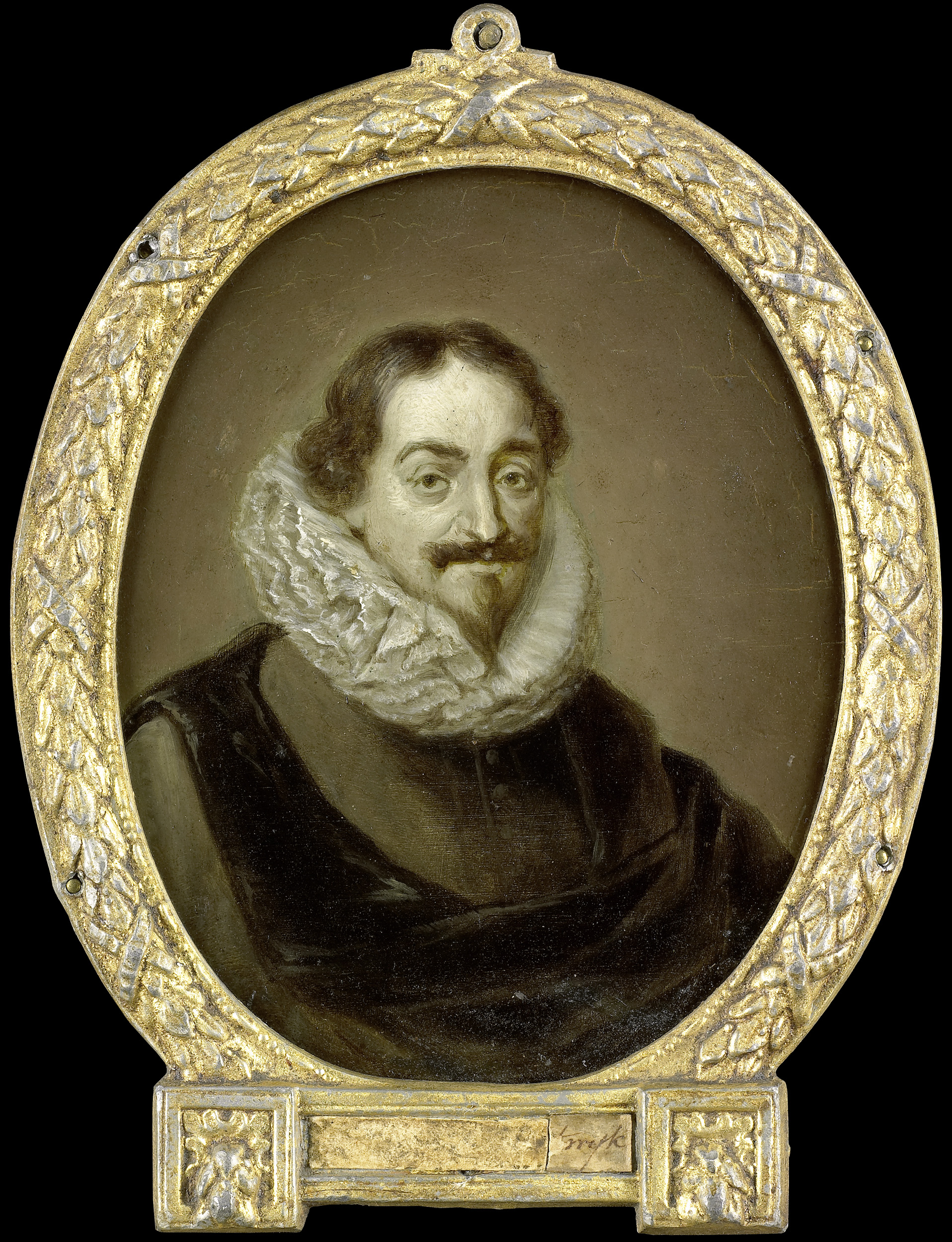
Portret van Jacobus Schotte door Jan Maurits Quinkhard (ca.1586-1641)

Mondragon trok met zijn leger naar Beveland, maar daar was de situatie ook onrustig. Het jaar erop veroverde hij wel Duiveland met Zierikzee. Geuzenleider Jacobus Schotte werd in 1588 tot burgemeester van Middelburg benoemd.